# Berlin (televizijska serija)
Berlin ili Kuća od papira: Berlin (špa. La casa de papel: Berlín) španjolska je dramska serija koju je stvorio Álex Pina za Netflix. Serija služi kao prednastavak serije Kuća od papira, usredotočujući se na život Andrésa de Fonollosa, zvanog "Berlin", prije događaja 1. i 2. sezone originalne serije. Serija je prikazana 29. prosinca 2023.
Netflix je 19. veljače 2024. obnovio seriju za drugu sezonu.

## Glumačka postava

### Glavni
- Pedro Alonso kao Andrés de Fonollosa "Berlín"
- Michelle Jenner kao Keila, inženjerka elektronike, diplomirala cum laude. Genijalna u tom polju, ali patološki sramežljiva osoba.
- Julio Peña Fernández kao Roi, odličan obijač brava, mrzi svoj prošli život, u Berlinu vidi figuru oca kojeg nije imao, dok Berlin ga gleda kao vjernog psa na povodcu.
- Tristán Ulloa kao Damián, danju profesor, u slobodno vrijeme genijalni zločinac
- Joel Sánchez kao Bruce, stručnjak za sve
- Begoña Vargas kao Cameron, djevojka puna adrenalina
- Samantha Siqueiros kao Camille

### Sporedni
- Itziar Ituño kao Raquel Murillo "Lisabon"
- Najwa Nimri kao Alicia Sierra Montes
- Martín Aslan kao Alain
- Miko Jarry kao Olivier

## Pregled serije
| Sezona | Sezona | Epizode | Epizode | Originalno emitiranje | Originalno emitiranje |
| Sezona | Sezona | Epizode | Epizode | Premijera             | Finale                |
| ------ | ------ | ------- | ------- | --------------------- | --------------------- |
|        | 1.     | 8       | 8       | 29. prosinca 2023.    | 29. prosinca 2023.    |

### Sezona 1 (2023.)
| Ep. u seriji | Ep. u sezoni | Originalni naziv                                                       | Hrvatski naziv             | Datum prikazivanja |
| ------------ | ------------ | ---------------------------------------------------------------------- | -------------------------- | ------------------ |
| 1            | 1            | "La energía del amor" "The Energy of Love"                             | "Energija ljubavi"         | 29. prosinca 2023. |
| 2            | 2            | "El ancla y el lobo" "Anchor and Lobo"                                 | "Sidro i vuk"              | 29. prosinca 2023. |
| 3            | 3            | "Póker de embriones" "Full House of Embryos"                           | "Baciti embrije na stol"   | 29. prosinca 2023. |
| 4            | 4            | "Un aquarium en la espalda" "An Aquarium on Your Back"                 | "Akvarij na leđima"        | 29. prosinca 2023. |
| 5            | 5            | "After Love"                                                           | "After Love"               | 29. prosinca 2023. |
| 6            | 6            | "La noche de los limones" "Night of the Lemons"                        | "Noć limuna"               | 29. prosinca 2023. |
| 7            | 7            | "La última virgen de occidente" "The Last Virgin in the Western World" | "Jedina djevica na Zapadu" | 29. prosinca 2023. |
| 8            | 8            | "Un elefante en peligro de extinción" "An Endangered Elephant"         | "Ugroženi slon"            | 29. prosinca 2023. |

## Produkcija
Nekoliko dana nakon izlaska drugoga dijela pete sezone, 30. studenoga 2021., producenti serije najavili su spin-off, u produkciji Netflixa, fokusiran na liku Berlina.
Snimanje serije započelo je u Parizu 3. listopada 2022., a prva sezona također je snimana i u Madridu.

## Vanjske poveznice
- Službena stranica na Netflixu
- Berlin u internetskoj bazi filmova IMDb-a